# Hangarepura, Chamarajanagar
Hangarepura là một làng thuộc tehsil Chamarajanagar, huyện Chamarajanagar, bang Karnataka, Ấn Độ.